# 梁錦濠
梁錦濠（英語：Glibert Leung Kam-ho，1951年7月23日—），前香港立法局議員，曾在1991年循區域市政局功能組別贏得立法局議席，當選3個月即被控行賄買票，1993年罪成入獄，而他更由於心臟病而到醫院進行搭橋手術。近年經營骨灰龕生意，並曾在龔如心遺產案中上庭作證。

## 簡歷
梁錦濠於澳門出生，於新界西貢白沙灣村長大，早年就讀西貢崇真天主教學校小學部及中學部和香港培正中學。他曾任地政署產業測量師，後自資開設測量師行，曾協助發展商在新界收購letter B（乙種換地權益書），生意甚為發達。。
1985年，梁錦濠開始從政並擔任西貢區議員。至1991年，他循當時的區域市政局功能組別選舉取得立法局議席。然而，在其當選三個月後，廉政公署就揭發他曾向多名區域市政局議員行賄買票，且花費超出選舉開支上限而拘捕他。1993年6月罪成入獄，被判監3年，他亦遭當局即時終止其議員資格，成為歷來首名入獄的立法局議員；他的遺缺於同年7月28日舉行補選, 由曹紹偉勝出。
無綫電視劇《廉政行動1996》單元4青雲夢醒就是由梁錦濠買票案件改編，由廖啓智飾演影射梁錦濠之角色洪國津。
梁錦濠於1995年刑滿出獄。2000年，他又捲入與前秘書兼前女友陳佩君在英國的爭奪房產官司，梁最終敗訴，更被踢爆欠下多家賭場賭債。2002年，梁被頒令破產，破產令直至2006年才被解除。

## 私人生活
梁錦濠的前外父為尖沙咀凱悅酒店家族的鍾江海。由於鍾氏家族與華懋集團一家相熟，梁錦濠因而認識王德輝龔如心夫婦，其後更成為他們的「契仔」。
梁錦濠於1992年1月的其中一個賽馬日，與陳振聰初次認識。其後，陳振聰曾到訪他的公司，就其下屬的忠心程度、面相、是否可靠、可否重用及會否功高蓋主等提供意見；梁錦濠自此每月給陳50,000元作為他提供風水意見的酬金。。梁因為覺得陳振聰「功力深厚」，或可幫助急於尋夫的龔如心，遂把陳介紹給龔如心認識。
未幾，梁錦濠因涉嫌賄選而官非纏身，遂聽從陳振聰的建議，每晚燒15張1,000元鈔票以「擋災」（後因梁嫌花費太多，改燒15張100元鈔票）；最終，他燒了約50萬元鈔票，但仍被判監。陳振聰後來向他解釋，他所以輸掉官司是因為他沒有跟從燒1,000元鈔票。包括燒掉的鈔票及陳的報酬，梁錦濠在此期間共損失125萬元。
梁錦濠在囚期間，陳振聰曾前往探望，並聲稱認識中國副總理田紀雲，可為他安排保釋；並要求他在一疊白紙上簽名，但白紙最後被懲教署人員發現沒收。